# Breakbeat Era
Breakbeat Era est un projet artistique de drum and bass formé en 1998 par DJ Die et Roni Size, avec pour chanteuse Leonie Laws, qui ne dura qu'une année. 

## Description
Le groupe sort le single Ultra-Obscene en 1999 qui est suivi de l'album du même nom. Il tourne alors aux États-Unis et au Royaume-Uni avec Reprazent.
À l'origine, l'idée du projet vient du titre Breakbeat Era apparu sous le nom de Scorpio (aka Roni Size et DJ Die) avec Leonie Laws, inclus dans la compilation, Music Box: A New Era In Drum & Bass en 1996. 
L'album est présenté dès le départ par Size et DJ Die comme un projet unique. Il atteint la 31e place de l'UK Albums Chart. Les singles Breakbeat Era, Ultra-Obscene et Bullitproof atteignent, eux, respectivement, les 38, 48 et 65e place.

## Critiques
Les avis sont mitigés. Ainsi Les Inrocks : « La comparaison inévitable entre ce nouveau projet et le précédent de Reprazent entré directement dans la légende il y a deux ans va sans doute constituer un sujet d'irritation pour Roni Size et son partenaire DJ Die dans les semaines à venir. D'autant que la comparaison ne joue pas forcément en faveur de Breakbeat Era. En premier lieu, elle nous fait regretter le grain soul et la souplesse de la chanteuse Onallee, remplacée ici par Lennie Laws, dont les manières fêlure et autres sauvageries artificielles sont soigneusement mises en valeur sur plusieurs titres ».
Magic, Revue pop moderne est plus positif : « Ceux qui subodoraient une approche plus pop en sont pour leurs frais; Leonie n’a rien à envier à la sculpturale Onnallee présente sur New Forms, même si sa voix par manque de coffre passe plus en force et apporte un surplus de rage. Aux manettes digitales, les deux magiciens continuent d’imprimer un rythme d’airain où les basses monstrueuses ressemblent à des câbles d’arrimages pour paquebots (les lignes de basse de Rancid ou Breakbeat Era s’impriment dans votre estomac de façon indélébile). Incontestablement, Roni Size reste l’un des seuls avec Smith & Mighty à savoir dompter cette tachycardie musicale et la rendre plus accessible sans en renier l’essence »

## Discographie
1. Past Life (5:23)
2. Rancid (5:07)
3. Ultra-Obscene (5:03)
4. Bullitproof (4:32)
5. Breakbeat Era (5:22)
6. Time 4 Breaks (4:20)
7. Late Morning (6:11)
8. Anti-Everything (5:26)
9. Animal Machine (3:03)
10. Our Disease (5:52)
11. Max (0:48)
12. Control Freak (5:44)
13. Terrible Funk (5:38)
14. Sex Change (3:42)
15. Life Is My Friend (7:59)

Singles
- Breakbeat Era, 1998
- Ultra-Obscene,1999
- Bullitproof, 2000